# Konstantin Sakkas

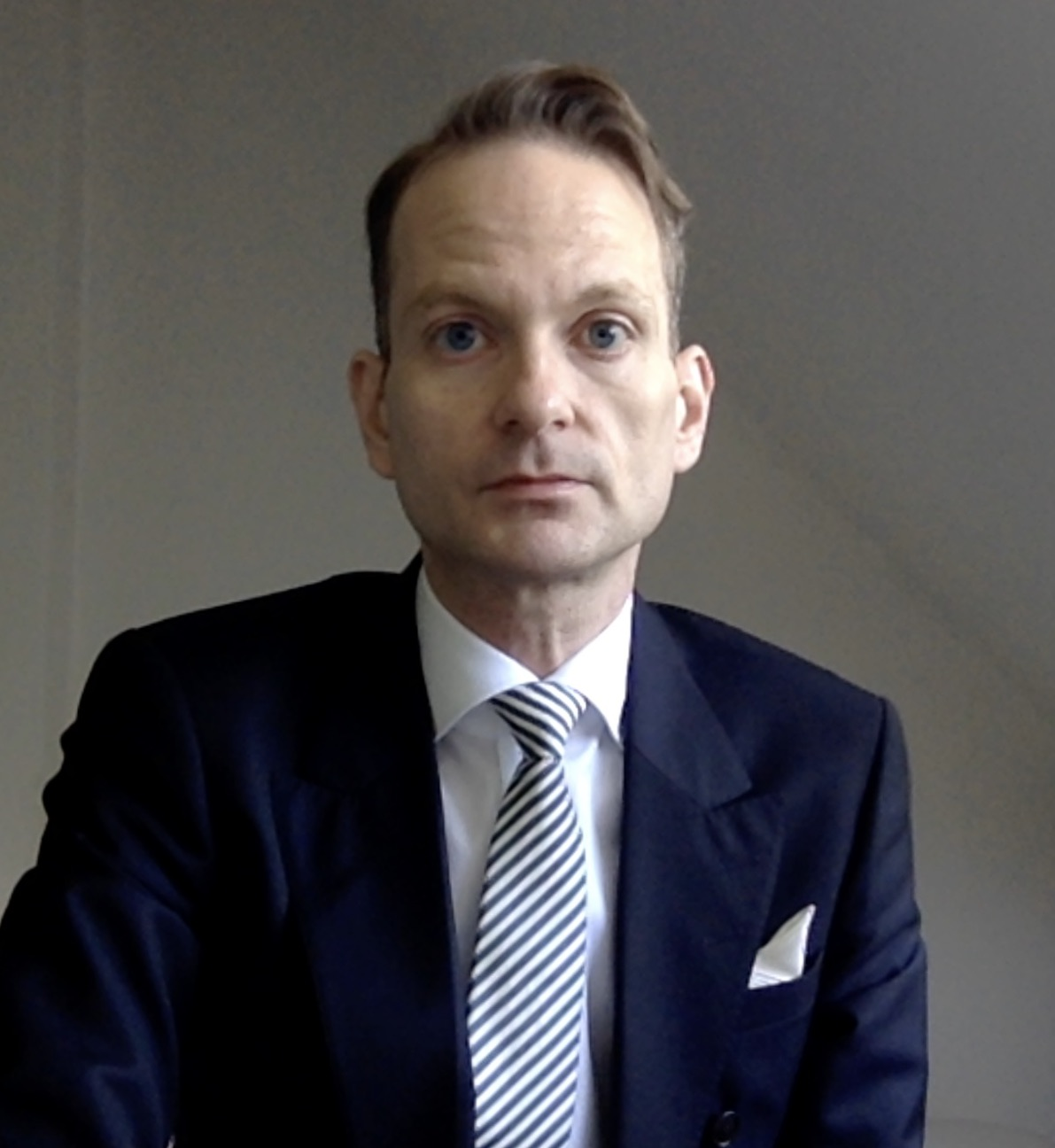
Konstantin Johannes Sakkas, 2022

Konstantin Johannes Sakkas (* 15. Dezember 1982 in West-Berlin) ist ein deutscher Wissenschaftsjournalist und Publizist.

## Leben
Sakkas wuchs „in einem katholisch-humanistischen Umfeld“ auf. Er besuchte zuerst das Canisius-Kolleg Berlin und machte am Kaiser-Wilhelm- und Ratsgymnasium Hannover Abitur. Nach dem anschließenden Wehrdienst studierte er Philosophie und Geschichte an der FU Berlin. Seine akademischen Lehrer waren unter anderem Paul Nolte, Wilhelm Schmidt-Biggemann und Bernhard H. F. Taureck. Sein Studium schloss er 2009 mit einer Magisterarbeit über „Hannah Arendts Theorie des Gesellschaftlichen“ ab. Bereits während seines Studiums hat er bei der Wochenzeitschrift Die Zeit und beim Tagesspiegel hospitiert und journalistische Artikel verfasst. Seit 2009 arbeitet er regelmäßig als Autor im Politischen Feuilleton beim Deutschlandfunk Kultur, als Sachbuchrezensent im SWR2 und veröffentlicht philosophische und zeithistorische Essays unter anderem bei Cicero, Neue Zürcher Zeitung, der taz, im Spiegel, der Welt, der Frankfurter Rundschau oder im Tagesspiegel. Sakkas Themenschwerpunkte sind deutsche und europäische Geschichte der Moderne, Drittes Reich, Politische Ideengeschichte, Geschichtsphilosophie, Gesellschaftspolitik und Anthropozän.
Am 19. Oktober 2011 war er gemeinsam mit Wolfgang Grupp und Götz Mundle in der Talkshow Deutschland akut auf N 24 zu Gast.

## Werke (Auswahl)

### Buchbeiträge
- Und das Fleisch ward Wort – Vatersucher und Vatermörder: historisch-biographische Überlegungen zu Schiller, in: Das Schiller-Projekt: 18 Positionen, Philip Kovce (Hrsg.), Anthologie, AQUINarte edition, Kassel, 2025, ISBN 978-3-933332-27-1.
- Warum Angst vor dem Anthropozän? Anthropologische, geschichtsphilosophische und ontologische Überlegungen zur Anthropozändebatte, in: Internationales Jahrbuch für Philosophische Anthropologie 11 (1), De Gruyter, Boston, 2021, ISSN 2192-4287, S. 153–169.
- Verwaltete Bildung? Die Bologna-Reform und die Geisteswissenschaften, in: Philip Kovce, Birger Priddat (Hrsg.): Die Aufgabe der Bildung. Aussichten der Universität. Metropolis, Marburg 2015, ISBN 978-3-7316-1047-2.

### Rundfunkessays
- Die totale Negation. Hitler und der deutsche Nihilismus. SWR2 Aula, 1. Mai 2005
- Fantasielos und verschult. Die verwaltete Bildung. SWR2 Aula, 29. April 2007
- Unkonventionell oder mainstreamig – Was ist die wahre Elite? SWR2 Aula, 14. Februar 2010
- Sieg der Entsagung. Leben und Sterben mit Schopenhauer. DLF Essay und Diskurs, 19. September 2010: https://www.deutschlandfunk.de/sieg-der-entsagung-100.html
- Die Krise als Normalfall. Das Drama unserer Gegenwart. SWR2 Aula, 12. Juni 2011
- Die Verteidigung der Feigheit. Die deutschen Eliten und der 20. Juli 1944. DLF Essay und Diskurs, 24. Juli 2011: https://www.deutschlandfunk.de/die-verteidigung-der-feigheit-100.html
- Generation Gesamtkunstwerk. Die Dreißigjährigen von heute. SWR2 Aula, 3. Juni 2012
- Männlichkeit und Melancholie. Zur Aktualität Joseph Roths. DLF Essay und Diskurs, 9. Dezember 2012: https://www.deutschlandfunk.de/maennlichkeit-und-melancholie-100.html
- Die Naivität gegenüber dem Bösen. Hannah Arendts umstrittene Thesen. SWR2 Aula, 17. März 2013